# The Body Shop
The Body Shop ist eine britische Handelskette für Kosmetikprodukte. Sie wirbt mit dem Verzicht auf Tierversuche sowie mit der Einhaltung weiterer ethischer Grundsätze.

## Geschichte

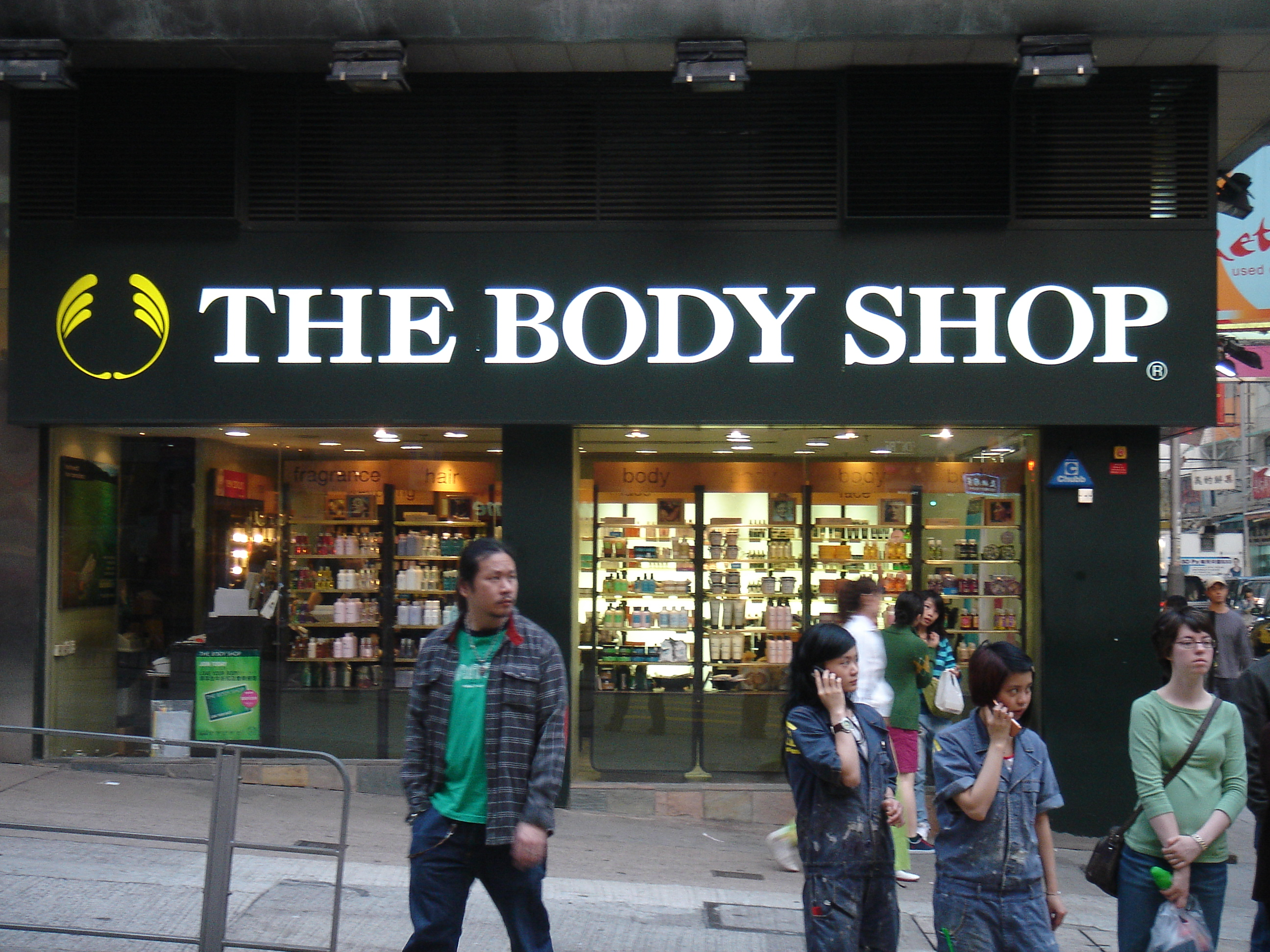
Eine The Body Shop-Filiale in Hongkong

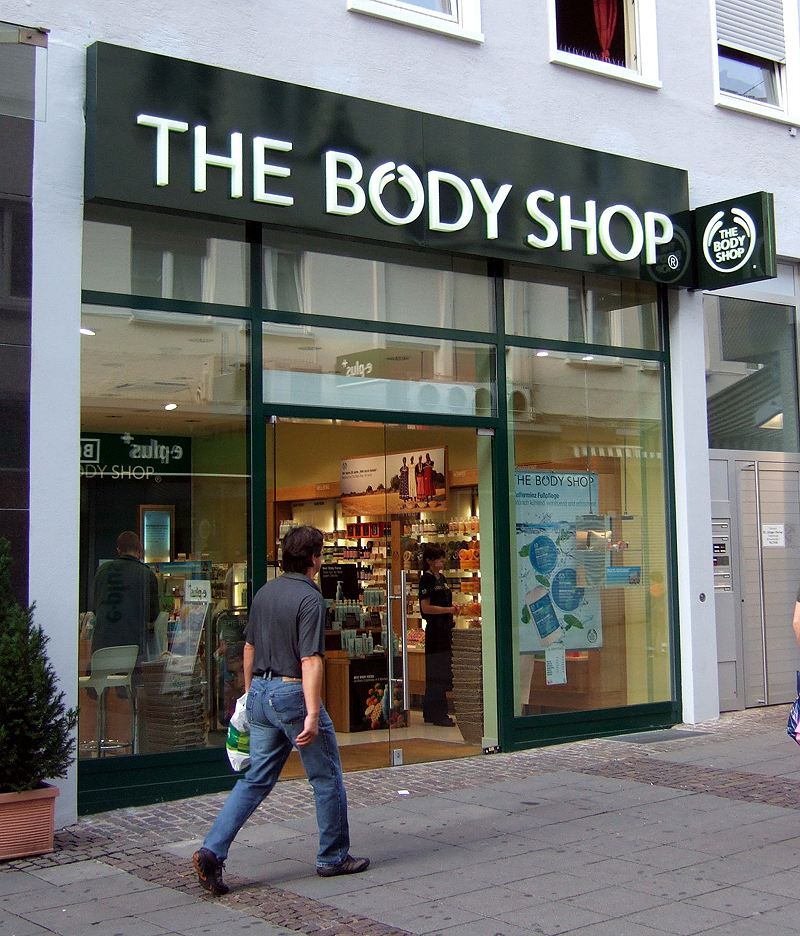
Eine The Body Shop-Filiale in Darmstadt

The Body Shop wurde 1976 von Anita Roddick in Brighton (England) gegründet; 1984 erfolgte die Erstnotierung an der Londoner Börse.
Am 17. März 2006 wurde The Body Shop für 652 Millionen britische Pfund an den weltweit größten Kosmetikhersteller L’Oréal verkauft. Dieser Verkauf wurde teilweise kontrovers diskutiert. Die Organisation Naturewatch dehnte z. B. infolgedessen ihren Boykottaufruf gegen L’Oréal auch auf The Body Shop aus.
Im Herbst 2006 übertrug The Body Shop mit The Body Shop At Home sein in den USA und Kanada erfolgreich getestetes Direktvertriebsmodell nach Europa. Neben dem stationären Geschäft wurden die Produkte von The Body Shop ab diesem Zeitpunkt auch in Deutschland im Direktvertrieb verkauft. Die Vertriebsmitarbeiter stützten sich zumeist auf das sogenannte Partysystem, mit dem auch andere Direktvertriebsunternehmen, wie zum Beispiel Tupperware, ihre Produkte verkaufen. Der Direktvertrieb wurde Ende Juni 2008 wieder beendet. Ab dem 19. April 2007 war The Body Shop At Home Mitglied im Bundesverband Direktvertrieb Deutschland e. V. und erkannte dessen Verhaltensstandards für einen fairen Direktvertrieb an.
Die Schweizer Coop übernahm im März 2010 die 37 Schweizer Filialen zu einem nicht genannten Preis vom L’Oréal-Konzern, an dem der Schweizer Nahrungsmittelkonzern Nestlé maßgeblich beteiligt ist. Diese Filialen werden seither unter dem Namen The Body Shop Switzerland geführt. The Body Shop Switzerland machte 2020 einen Umsatz von 25 Millionen Schweizer Franken. Im Juni 2017 wurde The Body Shop für rund eine Milliarde Euro an den brasilianischen Natura-Konzern verkauft. Mit diesem hatte es zuvor bereits Kooperationen gegeben. Im September 2019 gab The Body Shop die Zertifizierung als B Corp-Unternehmen bekannt. Die Beteiligungsgesellschaft Aurelius kaufte The Body Shop im November 2023 für 207 Millionen Pfund.
The Body Shop beantragte im Februar 2024 nach schwachen Umsätzen auf Veranlassung von Aurelius Gläubigerschutz im Vereinigten Königreich und wurde einem Verwalter unterstellt. Wenige Tage darauf beantragte auch The Body Shop Germany ein Insolvenzverfahren. Zuvor hatte Aurelius Teile von The Body Shop Germany an den Kölner Geschäftsmann Friedrich Trautwein übertragen. Am 29. Februar 2024 meldeten die Tochtergesellschaften in Dänemark und Belgien Insolvenz an. Beide Gesellschaften schlossen alle Filialen: in Dänemark 15 und in Belgien etwa 20. Am 1. März 2024 wurden alle Filialen in den USA und 33 von 105 Filialen in Kanada geschlossen.
Nachdem ein Konsortium unter Führung der Investmentgesellschaft Auréa von Mike Jatania die britischen Filialen übernommen hatte, schloss zum 15. September 2024 der Investor Stefan Herzberg (früher unter anderem Top-Manager bei GE Healthcare und der Juwelierkette Christ, Vorstandsvorsitzender von Karstadt, danach kurzzeitig der Marseille-Kliniken), über eine Beteiligungsgesellschaft einen langfristigen Franchise-Vertrag für 21 der ehemals 45 Verkaufsstellen in Deutschland. Sechs weitere Standorte werden künftig im Rahmen einer Subfranchiselizenz von Dritten auf eigene Rechnung betrieben.
Im Januar 2025 teilte Coop mit, den bis Ende Mai 2025 laufende Franchisevertrag für The Body Shop Switzerland nicht zu verlängern.

## Ethische Grundsätze
Die Produktlinie von The Body Shop basiert nach eigenen Angaben auf fünf Säulen:
- Tierschutz – Die Firma verzichte auf Tierversuche, da diese ihrer Meinung nach in der Kosmetikindustrie weder notwendig, noch moralisch vertretbar seien.
- Hilfe durch fairen Handel – Natürliche Inhaltsstoffe würden von kleinen Händlern weltweit zugekauft mit dem Ziel eine langfristige, faire Handelsbeziehung aufzubauen.
- Selbstachtung – Die Marke geht davon aus, dass jeder Mensch schön sei und auch stolz darauf sein sollte.
- Menschenrechte – Die Achtung der Menschenrechte sei ein zentrales Anliegen der Geschäftslinie, um diese zu unterstützen werden verschiedene Initiativen unterstützt.
- Umweltschutz – Die Verantwortung des Unternehmens, die Ressourcen der Welt zu schonen, sei ein weiteres Anliegen.

Die Kette ist nach dem Human Cosmetics Standard zertifiziert.
The Body Shop führt regelmäßig Kampagnen durch, um auf Missstände hinzuweisen und gegen diese vorzugehen. Die erste dieser Kampagnen wurde 1986 zur Rettung der Wale ins Leben gerufen. Ihr folgten u. a. Kampagnen zur Bewusstmachung der Notstände des Ogoni-Volkes, gegen Tierversuche und für erneuerbare Energien. 2003 startete die Kampagne „Stoppt häusliche Gewalt“.
Im August 2009 startete eine dreijährige weltweite Kampagne gegen sexuelle Ausbeutung von Kindern. Diese Kampagne fand in Zusammenarbeit mit ECPAT (Arbeitsgemeinschaft zum Schutz der Kinder gegen sexuelle Ausbeutung) statt. In Deutschland wurden Unterschriften gesammelt, mit denen man die Bundesregierung aufforderte, sich besser um die Nachbetreuung von Opfern sexueller Ausbeutung zu kümmern. Außerdem gab es in den Filialen eine spezielle Handcreme zu kaufen, von deren Reingewinn ein Teil an ECPAT e. V. Deutschland ging.

## Kritik
The Body Shop wurde in der Vergangenheit häufig dafür kritisiert, dass Werte und Realität auseinanderklaffen. Insbesondere das Programm Hilfe durch fairen Handel wurde als reine PR-Maßnahme ohne Nutzen für die Lieferanten bezeichnet. Den Verzicht auf Tierversuche beschränkt The Body Shop auf Inhaltsstoffe, für die nach 1991 keine Tests mehr durchgeführt wurden. In den Produkten werden zwar natürliche Inhaltsstoffe verwendet, aber nicht ausschließlich. Zum Beispiel wird nach wie vor in vielen Produkten Mikroplastik verwendet.